# 港基國際銀行

前港基國際銀行標誌

港基國際銀行（英語：International Bank of Asia，前上市編號：港交所：636），或稱港基銀行、港基，是香港一家已被收購的銀行。它的前身是新鴻基銀行，現在改稱富邦銀行（香港）有限公司。

## 歷史

### 新鴻基銀行時期
前身為新鴻基財務，新鴻基銀行在1970年於香港由馮景禧成立，並在1979年於香港交易所上市，1982年3月升格為持牌銀行，其控股公司是新鴻基公司，由馮景禧創辦。該公司先後於1978年及1980年引入法國百利達集團及美國美林證券（各持有該公司20%股權）作為策略性股東，以共同發展「跨國金融超級市場」。
不過，在1980年代，隨著地產崩潰及銀行危機相繼爆發，新鴻基銀行面臨資金不足及存款大量流失的問題。1983年10月，銀行出現擠提。1985年5月，中東阿拉伯銀行以3.6億元收購新鴻基銀行75%股權。

### 港基國際銀行時期
- 1985年：阿拉伯銀行集團向馮景禧家族收購新鴻基銀行的75%股權。
- 1986年9月：新鴻基銀行重新命名為港基國際銀行，並同期加入銀通提供自動櫃員機服務。
- 1990年：阿拉伯銀行集團再收購其餘的25%港基股權，港基成為阿拉伯銀行的全資子公司。
- 1993年：中國光大集團收購港基20%股權，同年並在香港交易所上市（636-HK）。
- 2004年：台灣富邦金融控股向阿拉伯銀行集團收購55%港基股權[2]。其後再向中國光大收購20%港基股權後，成為港基的大股東。
- 2005年：港基更名為富邦銀行（香港）有限公司。[3]

## 其他
- 富邦銀行 (香港)